# Alex Yoong
Alex Yoong (poenostavljeno kitajsko 熊龙; tradicionalno kitajsko 熊龍; pinjin: Xióng Lóng), upokojeni malezijski dirkač Formule 1, * 20. julij 1976, Kuala Lumpur, Malezija.
Alex Yoong je upokojeni malezijski dirkač Formule 1, ki vso svojo kratko kariero dirkal za Minardi. Je prvi in za zdaj edini Malezijec, ki je dirkal v Formuli 1. Debitiral je na zadnjih treh dirkah sezone 2001, ko je ob dveh odstopih dosegel šestnajsto mesto na zadnji dirki sezone za Veliko nagrado Japonske. Na prvi dirki naslednje sezone 2002 za Veliko nagrado Avstralije pa je le za mesto zgrešil uvrstitev med dobitnike točk s sedmim mestom, kar pa je njegov najboljši rezultat kariere. Na preostalih dirkah sezone se ni več uvrstil višje od desetega mesta, po koncu sezone 2002 pa ni več dirkal v Formuli 1.

## Popolni rezultati Formule 1
(legenda) (odebeljene dirke pomenijo najboljši štartni položaj, poševne pa najhitrejši krog, †-uvrščen kljub odstopu)
| Leto | Moštvo              | Šasija        | Motor        | 1     | 2       | 3      | 4       | 5       | 6       | 7      | 8      | 9      | 10     | 11     | 12      | 13  | 14  | 15      | 16      | 17      | Prv | Toč |
| ---- | ------------------- | ------------- | ------------ | ----- | ------- | ------ | ------- | ------- | ------- | ------ | ------ | ------ | ------ | ------ | ------- | --- | --- | ------- | ------- | ------- | --- | --- |
| 2001 | European Minardi F1 | Minardi PS01B | European V10 | AVS   | MAL     | BRA    | SMR     | ŠPA     | AVT     | MON    | KAN    | EU     | FRA    | VB     | NEM     | MAD | BEL | ITA Ret | ZDA Ret | JAP 16  | 26. | 0   |
| 2002 | KL Minardi Asiatech | Minardi PS02  | Asiatech V10 | AVS 7 | MAL Ret | BRA 13 | SMR DNQ | ŠPA DNS | AVT Ret | MON 10 | KAN 14 | EU Ret | VB DNQ | FRA 10 | NEM DNQ | MAD | BEL | ITA 13  | ZDA Ret | JAP Ret | 20. | 0   |